# Vyškovce nad Ipľom
Vyškovce nad Ipľom (in ungherese Ipolyvisk) è un comune della Slovacchia facente parte del distretto di Levice, nella regione di Nitra.